# Lista de distritos no Azerbaijão

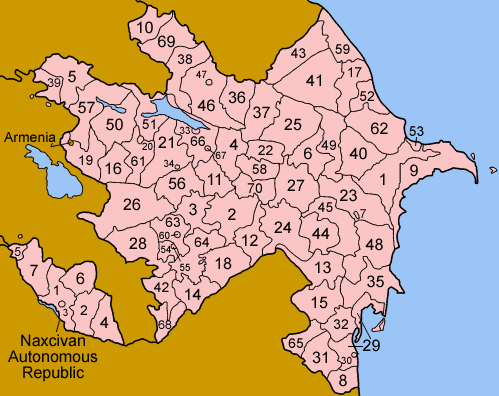
Divisões administrativas do Azerbaijão.

Os distritos (raions ou rayons) do Azerbaijão (em rosa, no mapa) estão listados abaixo. Os nomes em azeri estão em parênteses. Notar que alguns distritos estão completa ou parcialmente localizados na autoproclamada República de Artsaque, destacados no mapa em verde e indicados entre parênteses na relação.
1. Absheron (Abşeron)
2. Aghjabadi (Ağcabədi)
3. Agdam (Ağdam)
4. Agdash (Ağdaş)
5. Agstafa (Ağstafa)
6. Agsu (Ağsu)
7. Ali Bayramli cidade (Əli Bayramlı)
8. Astara
9. Baku cidade (Bakı)
10. Balakan (Balakən)
11. Barda (Bərdə)
12. Beylagan (Beyləqan)
13. Bilasuvar (Biləsuvar)
14. Jabrayil (Cəbrayıl)
15. Jalilabad (Cəlilabad)
16. Dashkasan (Daşkəsən)
17. Davachi (Dəvəçi)
18. Fizuli (Füzuli)
19. Gadabay (Gədəbəy) (contém um enclave da Armênia)
20. Ganja cidade (Gəncə)
21. Goranboy
22. Goychay (Göyçay)
23. Hajigabul (Hacıqabul)
24. Imishli (İmişli)
25. Ismailli (İsmayıllı)
26. Kalbajar (Kəlbəcər) (parcialmente em Artsaque)
27. Kurdamir (Kürdəmir)
28. Lachin (Laçın)
29. Lenquerã (Lənkəran)
30. Lenquerã cidade (Lənkəran)
31. Lerik
32. Masally (Masallı)
33. Mingachevir cidade (Mingəçevir)
34. Naftalan cidade
35. Neftchala (Neftçala)
36. Oguz (Oğuz)
37. Qabala (Qəbələ)
38. Qakh (Qax)
39. Qazakh (Qazax) (Possui dois enclaves na Armênia)
40. Qobustan
41. Quba
42. Qubadli (Qubadlı)
43. Qusar
44. Saatly (Saatlı)
45. Sabirabad
46. Shaki (Şəki)
47. Shaki cidade (Şəki)
48. Salyan
49. Shamakhi (Şamaxı)
50. Shamkir (Şəmkir)
51. Samukh (Samux)
52. Siazan (Siyəzən)
53. Sumqayit cidade (Sumqayıt)
54. Shusha (Şuşa) (em Artsaque)
55. Shusha cidade (Şuşa) (em Artsaque)
56. Tartar (Tərtər) (parcialmente em Artsaque)
57. Tovuz
58. Ujar (Ucar)
59. Khachmaz (Xaçmaz)
60. Khankendi cidade (Xankəndi) (capital de Artsaque, denominada Stepanakert pelas autoridades de Artsaque)
61. Khanlar (Xanlar)
62. Khizi (Xızı)
63. Khojali (Xocalı) (em Artsaque)
64. Khojavend (Xocavənd) (em Artsaque)
65. Yardymli (Yardımlı)
66. Yevlakh (Yevlax)
67. Yevlakh cidade (Yevlax)
68. Zangilan (Zəngilan)
69. Zaqatala
70. Zardab (Zərdab)

## República Autônoma de Naquichevão
Os 7 distritos de Naquichevão são:
1. Babek (Babək)
2. Julfa (Culfa)
3. Kangarli (Kəngərli)
4. Ordubad
5. Sadarak (Sədərək) (contém um enclave da Armênia)
6. Shakhbuz (Şahbuz)
7. Xarur (Şərur)